# Spirit of Eden
Spirit of Eden – czwarty album studyjny brytyjskiego zespołu Talk Talk, wydany 16 września 1988. To pierwsze wydawnictwo, na którym grupa odeszła zupełnie w kierunku kameralnego, uduchowionego post-rocka – poprzednie nagrania grupy bliższe były synthpopowi i nowej fali. Talk Talk uznawani są za pionierów gatunku, a Spirit of Eden – za pierwszą jego płytę. Bogaty, improwizacyjny styl płyty łączy w sobie elementy eksperymentalnego rocka, jazzu, ambientu i muzyki klasycznej. Tematyka skupia się wokół miłości, duchowości (Hollis określał je jednak nie jako religijne, ale raczej humanitarne); teksty są tajemnicze, wręcz poetyckie.

## Okoliczności powstania i nagrania
Chociaż od początku istnienia grupy lider Mark Hollis deklarował zainteresowanie klasycznymi i jazzowymi muzykami (Miles Davis, John Coltrane, Béla Bartók czy Claude Debussy), to pierwsze dwa albumy (The Party’s Over z 1982 i It’s My Life z 1984) brzmiały bardziej komercyjnie. Ich nagranie Hollis wyjaśnił potrzebą sukcesu wśród publiczności, jak i mniejszą ceną syntezatorów. Zarobione pieniądze pozwoliły na nagranie The Colour of Spring (1986), utrzymanego głównie w stylistyce baroque pop (choć utwory takie, jak „April 5th” czy „Chameleon Day” zdradzały zainteresowanie minimalizmem; w tym kierunku zespół poszedł na Spirit of Eden). Ze względu na sukces grupy wydawnictwo Parlophone (część EMI) pozwoliło nagrywać grupie album bez ograniczeń budżetowych. Proces rejestracji trwał ponad rok, a inżynier Phill Brown wspomina o „nagrywaniu każdej zmiany i godzinach prób nagrywania każdej ścieżki”. Płytę nagrywano często w ciemności albo przy świecach w celu uzyskania specyficznej atmosfery i skoncentrowania na muzyce. W związku ze wstępnym odrzuceniem płyty przez EMI, która stwierdziła, że płyta nie ma szans na komercyjny sukces, zespół zdecydował się na opuszczenie jej stajni i po sądowym uwolnieniu się od kontraktu, przeszedł pod skrzydła Polydor. Kosztowało to jednak grupę dużo czasu, a także podpisanie kontraktu z Polydor na 2 następne płyty (Laughing Stock z 1991 i solowego albumu lidera pt. Mark Hollis z 1998).

## Promocja i wydanie
Zespół nie planował wydać z płyty żadnych singli, jednak EMI wydało skróconą wersję utworu „I Believe in You” (nie dostał się nawet do Top 75 UK Singles Chart). Do utworu nagrano teledysk, w którym Mark Hollis siedzi na krześle i gra na gitarze, śpiewając – lider nie był z niego zadowolony. Album został uznany za tragedię dla marketingowców, gdyż był zwartą, kameralną całością, z której trudno wyłonić singiel. Dodatkowo zespół odmówił wykonywania dzieła na żywo czy trasy koncertowej. Płyta mimo wszystko znalazła się na 19. miejscu UK Albums Chart i trafiła do notowania na 5 tygodni. Wydanie płyty także było nietypowe – okładka prezentowała drzewo z przyczepionymi doń muszelkami i zwierzątkami morskimi, a wkładka zawierała ręcznie pisane teksty.

## Lista utworów
Wszystkie utwory napisali Mark Hollis i Tim Friese-Greene.
1. „The Rainbow” – 8:05
2. „Eden” – 7:37
3. „Desire” – 7:08
4. „Inheritance” – 5:19
5. „I Believe In You” – 6:08
6. „Wealth” – 6:35

Pierwsze europejskie wydania liczą „The Rainbow”, „Eden” i „Desire” jako jeden utwór; wersja amerykańska nie, choć między utworami nie ma słyszalnej przerwy. Prawdopodobnie z przyczyn technicznych następuje ok. 30-sekundowa przerwa między „Desire” a „Inheritance”.

## Personel
- Mark Hollis – śpiew, fortepian, organy, gitara
- Lee Harris – perkusja
- Paul Webb – elektryczna gitara basowa

Dodatkowy personel
- Tim Friese-Greene – fisharmonia, fortepian, organy, gitara
- Martin Ditcham – perkusja
- Robbie McIntosh – dobro, gitara dwunastostrunowa
- Mark Feltham – harmonia
- Simon Edwards – meksykański bass
- Danny Thompson – kontrabas
- Henry Lowther – trąbka
- Nigel Kennedy – skrzypce
- Hugh Davies – shozygs
- Andrew Stowell – fagot
- Michael Jeans – obój
- Andrew Marriner – klarnet
- Christopher Hooker – rożek angielski
- Chór Chelmsford Cathedral

Produkcja
- Phill Brown – inżynier dźwięku
- Tim Friese-Greene – producent muzyczny
- James Marsh – okładka